# Романчук Володимир Миколайович
Володимир Миколайович Романчук (нар. 2 листопада 1949, Запорізька область) — український діяч, бригадир котельників 6-го лабіринту зварювального виробництва виробничого об'єднання «Запоріжтрансформатор» Запорізької області. Народний депутат України 1-го скликання.

## Біографія
Народився у родині робітника. Освіта середня.
У 1967—1968 роках — слюсар з ремонту заводського обладнання Запорізького коксохімічного заводу.
У 1968—1970 роках — служба в Радянській армії.
У 1970—1978 роках — бригадир монтажників-висотників будівельного управління № 2 тресту «Запоріжкоксохіммонтаж» міста Запоріжжя.
З 1978 року — бригадир котельників 6-го лабіринту зварювального виробництва виробничого об'єднання «Запоріжтрансформатор» імені Леніна міста Запоріжжя.
18.03.1990 року обраний народним депутатом України, 2-й тур, 53,75 % голосів, 4 претенденти. Входив до фракції «Нова Україна». Секретар Комісії ВР України у питаннях соціальної політики та праці; член Комісії ВР України з питань законодавства і законності.